# La Gifle
La Gifle är en fransk-italiensk dramakomedi från 1974 i regi av Claude Pinoteau.

## Utmärkelser
Filmen vann Louis Delluc-priset 1974

## Roller (urval)
- Lino Ventura – Jean Douléan
- Annie Girardot – Hélène Douléan
- Isabelle Adjani – Isabelle Douléan
- Nicole Courcel – Madeleine
- Francis Perrin – Marc Morillon
- Jacques Spiesser – Rémy Abeillé
- Nathalie Baye – Christine Abeillé
- Michel Aumont – Charvin
- Robert Hardy – Robert
- Xavier Gélin – Xavier
- Georges Wilson – Pierre